# Chrysactinium breviscapum
Chrysactinium breviscapum là một loài thực vật có hoa trong họ Cúc. Loài này được Sagást. & M.O.Dillon mô tả khoa học đầu tiên năm 1995.